# کودتای نوژه (کتاب)
کتاب کودتای نوژه، اثری از عبدالله شهبازی پیرامون کودتای نوژه است که اولین بار در سال ۱۳۶۷ به چاپ رسید. این کتاب اولین و تنها اثری است که تاکنون دربارهٔ کودتای نوژه نوشته شده است.
بعد از چاپ اول آن در دهه فجر سال ۱۳۶۷، چاپ دوم و سوم در بهار و دهه فجر سال ۱۳۶۸ عرضه شد. چاپ چهارم در سال ۱۳۸۴ منتشر گردید. در چاپ چهارم کتاب سعی شده تا حد امکان از دستکاری عبارات و روایات چاپهای گذشته جلوگیری به عمل آید و تنها اشتباهات املایی کتاب اصلاح شده است. تنها تمایز این چاپ انضمام بخشی از خاطرات محمد ری‌شهری است که از کتاب «خاطره‌ها» منتشره از سوی مرکز اسناد انقلاب اسلامی عیناً اخذ و در انتهای کتاب آورده شده است. تعداد صفحات این چاپ ۴۸۰ صفحه و شمارگان آن ۲۰۰۰ نسخه می‌باشد.
فصول کتاب عبارتند از:
- بخش اول: مقدمه‌ای بر شناخت «توطئه»
- چرا توطئه؟
- چهره‌های توطئه
- ژرفای توطئه
- بخش دوم: «کودتای نوژه»
- تدارک کودتا
- برنامه و سازمان کودتا
- کودتا در آخرین ۴۸ ساعت
- شکست کودتا
- امام و کودتا
- بخش سوم: «پیوستها»
- پیوستها
- اسناد و تصاویر
- فهرست اعلام